# Парисис Парисис
Парисис Парисис (на гръцки: Παρίσης Παρίσης) е гръцки общественик и революционер, деец на гръцката въоръжена пропаганда в Македония от началото на XX век.

## Биография
Парисис Парисис е роден в град Воден, тогава в Османската империя. Син е на градския първенец Михаил Парисис. Работи като началник на железопътните гари във Воден, Острово, Александрия и Владово. Присъединява се към гръцката пропаганда като агент от първи клас. Подпомага местния гръцки комитет, както и Константинос Мазаракис, Неокосмос Григориадис, Спирос Спиромилиос и Христос Карапанос. Основна негова задача е да координира прехвърлянето на боеприпаси по железопътния транспорт между Воден и Александрия. За да не бъде разкрит прикрива оръжието с памук, а подателите и получателите на пратките са с фалшиви имена. Често в къщата му гостува гръцкия консул в Солун. Подпомага навлизането на гръцката армия в града по време на Балканската война. Заради заслуги е награждаван многократно в Гърция..